# Nazım Aslangil
Nazım Aslangil (ur. 10 stycznia 1911, zm. ?) – turecki narciarz alpejski, olimpijczyk.
Uczestnik igrzysk olimpijskich w Garmisch-Partenkirchen (1936). Wystąpił w jedynej konkurencji tych zawodów – kombinacji. Po zjeździe zajmował 57. miejsce, spośród sklasyfikowanych alpejczyków wyprzedził jedynie swoich trzech rodaków – Pamira, Karmana i Erceşa. Nie ukończył jednak slalomu, przez co nie został sklasyfikowany.
Był najstarszym tureckim zawodnikiem na tych igrzyskach.